# Список первых секретарей Абхазского областного комитета КП Грузии
Абхазский областной (республиканский) комитет КП Грузии — центральный партийный орган, существовавший в Абхазской АССР с января 1922 по 26 ноября 1994 года. 27 августа 1991 года деятельность рескома была приостановлена абхазскими властями в связи с поддержкой им ГКЧП, а также из-за решения властей Грузии о запрете грузинской компартии. 26 ноября 1994 года Абхазия провозгласила независимость от Грузии.

## История
- 29 марта 1921 года образовано Организационное бюро РКП(б) в Абхазии.
- 24 ноября 1921 года бюро передано в ЦК КП(б) Грузии.
- 7 января 1922 года оргбюро упразднено.  В том же месяце образован Абхазский областной комитет КП(б) Грузии.
- 13 октября 1952 года Абхазский областной комитет КП(б) Грузии переименован в Абхазский областной комитет КП Грузии.
- 5 декабря 1990 года, согласно новому уставу Компартии Грузии, Бюро Абхазского обкома рассмотрело вопрос о переименовании партийной организации. VI Пленум принял предложение и утвердил постановление о переименовании областного комитета в Абхазский республиканский комитет Коммунистической партии Грузии[2].

## Руководство

### Ответственные секретари оргбюро РКП(б)/КП(б) Грузии
- Криштоф (Петров) Георгий Иванович (1921)
- Агниашвили, Пётр Семёнович (1921)
- Ларионов (? — август 1921)
- Сванидзе Николай Самсонович (сентябрь 1921 — январь 1922)

### Ответственные секретари обкома КП(б) Грузии
- Губели-Медзмариашвили, Серапион Александрович (1 — .1922)
- Акиртава Николай Николаевич (1922—1923)
- Маркаров, Герасим Мелкоевич (1923 — 4.1924)
- Асрибеков, Ерванд Михайлович (4.1924 — 1.1925)
- Стуруа, Георгий Фёдорович (1.1925 — 2.1928)
- Амас (Амирбеков) Александр Семёнович (2.1928 — 5.1929)
- Меладзе, Павел Григорьевич (5.1929 — 1930)
- Ладария, Владимир Константинович (1930 — 5.1932)

### Первые секретари обкома (рескома) КП(б) Грузии/КП Грузии
- Ладария Владимир Константинович (5.1932 — 1.1936)
- Агрба, Алексей Сергеевич (1.1936 — 1937)
- Гобечия, Михаил Алексеевич (1937)
- Бечвая, Кирилл Георгиевич (1937 — 6.1938; и. о.)
- Бечвая Кирилл Георгиевич (6.1938 — 1940)
- Барамия, Михаил Иванович (1940 — 20.2.1943)
- Мгеладзе, Акакий Иванович (20.2.1943 — 8.12.1951)
- Гетия, Шота Дмитриевич (8.12.1951 — 21.4.1953)
- Карчава, Григорий Зосимович (21.4 — 2.10.1953)
- Гегешидзе, Георгий Андреевич (2.10.1953 — 12.1955)
- Гоциридзе, Отар Давидович (12.1955 — 1.1958)
- Бгажба, Михаил Темурович (1.1958 — 1965)
- Кобахия, Валериан Османович (1965—1975)
- Хинтба, Валерий Михайлович (1975 — 19.4.1978)
- Адлейба, Борис Викторович (19.4.1978 — 6.4.1989)
- Хишба, Владимир Филиппович (6.4.1989 — 1991)